# Mecotes javana
Mecotes javana là một loài tò vò trong họ Ichneumonidae.